# Cláudio Clarindo
Cláudio Clarindo de Oliveira (Santos, 7 de maio de 1977 - Santos, 25 de Janeiro de 2016) foi um ultraciclista brasileiro.
Especialista em provas de longa distância, Claudio era considerado um dos dez melhores do mundo na modalidade de ultraciclismo.
Entre suas principais conquistas estão cinco conclusões da Race Across America - RAAM (2007,2009, 2011,2012 e 2015), evento que atravessa 4.800 quilômetros do Estados Unidos e é uma das competições mais duras do mundo. Tornou-se, assim, o primeiro latino-americano a completar cinco vezes a temida prova.

## Carreira

Cláudio Clarindo posando com camisa da Specialized

Claudio teve seu início esportivo como nadador. Em 1992 iniciou sua carreira no triatlo, onde conquistou alguns títulos na categoria júnior, concluindo inclusive provas do Ironman Brazil.
Marcou seu nome na história no ciclismo de longa distância, onde era considerado um dos dez melhores do mundo na modalidade de ultraciclismo.
Em seus últimos anos de vida, trabalhava também como Coordenador de Esportes de Praia da Secretaria Municipal de Esportes de Santos.
Por conta de seus feitos, ele foi um dos atletas escolhidos para levar a Tocha Olímpica Rio-2016 durante sua passagem pela cidade de Santos.

## Morte
Claudio morreu no dia 25 de janeiro de 2016, após ser atropelado por volta das 8 horas da manhã, no Km 244 da Rodovia-Rio Santos, enquanto realizava seu treinamento diário.
O motorista que atropelou deu socorro, mas mesmo assim Claudio morreu. O Hospital Santo Amaro informou que o ultraciclista deu entrada na unidade já em óbito, tendo sofrido parada cardiorrespiratória. De acordo com informações da Polícia Rodoviária, o motorista dormiu no volante, atravessou a pista contrária e atingiu os ciclistas que estavam no acostamento com todos os equipamentos de segurança.

## Conquistas e Honrarias
Em 2002, tornou-se o primeiro recordista brasileiro de longa distância, com 420 km entre os estados de São Paulo e Minas Gerais. Foi também vice-campeão do Extra Distance, conquistou recorde sulamericano de 24 horas em velódromo, com 700km completados e vice-campeão das 24h de Sebring, realizada na Flórida (EUA). Sagrou-se bicampeão das 24h de Fortaleza.
Completou por 7 vezes o Ironman Brasil, e 1 vez o Ironman Hawaii
Em dezembro de 2011, foi lançado o documentário "Sem Limites dia e noite", que trazia um relato da participação do Claudio na Race Across America (RAAM) daquele ano.